# زیردریایی یو-۱۹۹
زیردریایی یو-۱۹۹ (به انگلیسی: German submarine U-199) یک زیردریایی بود که طول آن ۸۷٫۶۰ متر (۲۸۷٫۴ فوت) بود. این زیردریایی در سال ۱۹۴۲ ساخته شد.